# Gareth Low
Gareth Low  (* 28. Februar 1997 in Singapur), mit vollständigen Namen Gareth Low Jun Kit, ist ein singapurischer Fußballspieler.

## Karriere
Gareth Low stand 2016 bei den Young Lions unter Vertrag. Die Young Lions sind eine U23-Mannschaft, die 2002 gegründet wurde. In der Elf spielen U23-Nationalspieler und auch Perspektivspieler. Ihnen soll die Möglichkeit gegeben werden, Spielpraxis in der ersten Liga, der Singapore Premier League, zu sammeln. Für die Young Lions absolvierte er zwölf Erstligaspiele. 2017 wechselte er zum Ligakonkurrenten Hougang United. Hier stand er fünfmal in der ersten Liga auf dem Spielfeld. Wo er 2018 gespielt hat, ist unbekannt. Die Young Lions nahmen ihn 2019 wieder unter Vertrag. Nach sechs Erstligaspielen für die Lions wechselte er 2020 zu Albirex Niigata (Singapur). Der Verein ist ein Ableger des japanischen Zweitligisten Albirex Niigata. Am Ende der Saison feierte er mit Albirex die singapurische Meisterschaft. Nach der Meisterschaft verließ er den Verein und schloss sich dem Ligakonkurrenten Balestier Khalsa an. Hier stand er zwei Spielzeiten unter Vertrag. Nach 40 Erstligaspielen wechselte er zu Beginn der Saison 2023 zum ebenfalls in der ersten Liga spielenden Geylang International. Nach 20 Ligaspielen wechselte er im Januar 2024 zum Ligakonkurrenten Albirex Niigata (Singapur).

## Erfolge
Albirex Niigata (Singapur)
Singapurischer Meister: 2020